# Tengku Amir Shah
Tengku Amir Shah ibni Sultan Sharafuddin Idris Shah (San Francisco, 12 dicembre 1990) è un principe malese, Raja Muda di Selangor dal 3 maggio 2002.

## Biografia
Tengku Amir è nato nel Pacific Presbyterian Hospital di San Francisco il 12 dicembre 1990 ed è il terzo figlio dell'allora Raja Muda di Selangor, Tengku Idris Shah. Sua madre, Cik Puan Nur Lisa Idris binti Abdullah, che si chiamava Lisa Davis prima della sua conversione all'Islam, è nata negli Stati Uniti. Come tale, egli ha origini per metà americana. È stato educato presso il St John's Institution di Kuala Lumpur.
Il 3 maggio 2002 è stato proclamato Raja Muda di Selangor.
Nel 2009 si è diplomato al Wellington College di Crowthorne. Nel 2014 si è laureato all'Università di Leeds.
È patrono di alcune organizzazioni di beneficenza, tra cui Cheshire Home e la Fondazione Raja Muda di Selangor (Yayasan Raja Muda Selangor) dal 2003.
Nel 2014, un sito web ha pubblicato la falsa notizia secondo la quale Tengku Amir si era convertito al Cattolicesimo.